# Негослав Вуксановић
Негослав Вуксановић (рођен 25. марта 1993, у Београду, Србија) је српски одбојкаш.
Негослав креће да тренира одбојку у одбојкашком клубу Црвена звезда у Београду код тренера Љубомира Галогаже. Са пионирском екипом Црвене звезде осваја прво место у Бугарској у Пловдиву на турниру пионирских првака балканских земаља. 2008. године учествовао је на летњем кампу Караташ у организацији Одбојкашког cавеза Србије. У клупској кадетској конкуренцији је био првак Београда 2009. године.
У одбојкашком клубу Црвена звезда играо је до селекције јуниора, након чега одлази у одбојкашки клуб Јединство из Старе Пазове где наступа у конкуренцији сениора и јуниора.
Након три сезоне проведене у Јединству, сезону 2013/2014 игра у одбојкашком клубу Косовска Митровица.
Негослав игра на позицији средњег блокера.

## Приватан живот
Негослав је син оца Мирослава и мајке Наташе. Има млађу сестру Марију (рођена 1998). Поред српског језика говори и енглески језик, а повремено користи и руски језик. Тренутно живи у Београду.